# Aeroportul Mota Lava
Aeroportul Mota Lava (IATA: MTV, ICAO: NVSA) este un aeroport din Vanuatu ce deservește zona Mota Lava⁠(d). A fost numit după zona deservită.
Situat la o altitudine de 29 m, aeroportul dispune de o singură pistă.